# John Rowan
John Rowan (York, 1773. július 12. – Louisville, 1843. július 13.) az Amerikai Egyesült Államok szenátora (Kentucky, 1825–1831).